# 美濃市

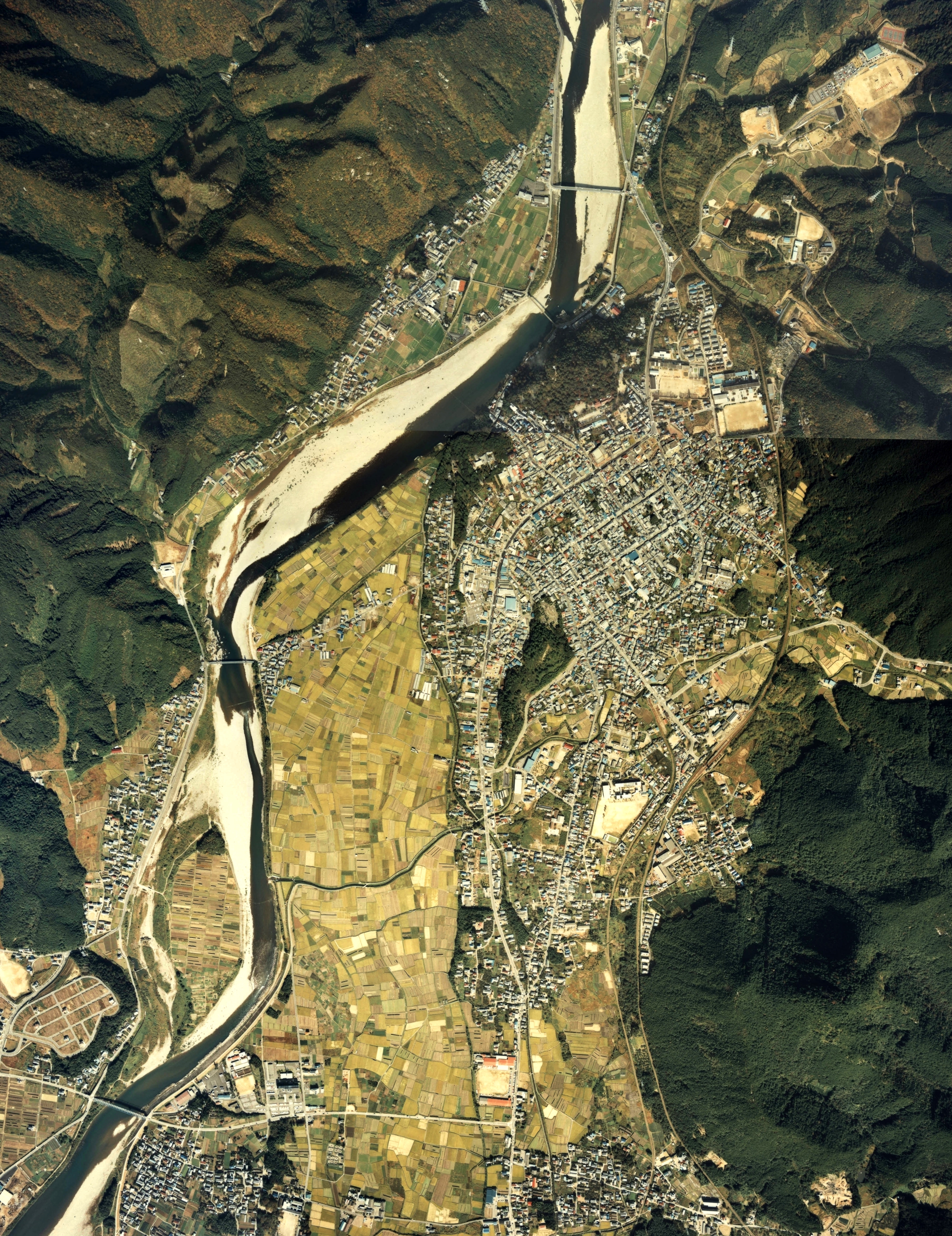
美濃市中心部周辺の空中写真。1982年撮影の4枚を合成作成。。

美濃市（みのし）は、岐阜県、中濃地方の中央に位置する市。
岐阜県の中心部に位置し、美濃和紙の産地として有名である。「うだつのあがる町並み」として知られる市街地は1999年5月13日に国の重要伝統的建造物群保存地区として選定された歴史的風致の街である。東海北陸自動車道と東海環状自動車道の美濃関ジャンクションの交差点になっており、近年は観光地として定着してきた。

## 地理
地形
美濃市は濃尾平野の最北端に位置しており、北側からは広大な美濃越前山地がせり出してきており、北側に海抜 1,000m 級の山々（今淵ケ岳、瓢ケ岳、矢坪ケ岳等）があり、山々を抜けた長良川が濃尾平野に流れ込む地点にある。南側には平野、河岸段丘や沖積地が展開し、すなわち美濃市は山間部と平地部の境である。
市域の80％以上が山林であり、標高は南部の市街地では100m程だが北へ行くほど高くなり、標高1000mを超える山もそびえている（今淵ヶ岳、瓢ヶ岳、矢坪ヶ岳など）。
隣接する郡上市の大日ヶ岳に源流がある長良川が当市の中央あたりを南北方向に流れている。なお、長良川は当市を出て西南方向へと進み、岐阜市内で南向きに進路を変え伊勢湾へとそそいでいる。
他の市との位置関係
北は郡上市、東西および南は関市に囲まれている。岐阜県のほぼ中央に位置しており、中京圏の中心都市の名古屋市から40km圏内、岐阜県の県庁所在地の岐阜市からは北東方向に直線距離で約19kmの位置にある（県道287号および東海北陸自動車道利用なら行程約22km）。

### 山
| 名称     | 標高    | 備考             | 脚注  |
| -------- | ------- | ---------------- | ----- |
| 瓢ヶ岳   | 1162.6m | 市内最高標高地点 | [ 7 ] |
| 今淵ヶ岳 | 1048.4m |                  | [ 7 ] |
| 矢坪岳   | 873.3m  |                  | [ 7 ] |
| 天王山   | 537.7m  |                  | [ 7 ] |
| 誕生山   | 501.6m  |                  | [ 7 ] |
| 古城山   | 437.1   |                  | [ 7 ] |
| 小倉山   | 158.2   |                  | [ 7 ] |

### 河川
| 等級 | 名称   | 脚注        |
| ---- | ------ | ----------- |
| 1    | 長良川 | [ 7 ] [ 2 ] |
| 1    | 板取川 | [ 7 ] [ 2 ] |
| 1    | 片知川 | [ 7 ] [ 2 ] |
| 1    | 半道川 | [ 7 ] [ 2 ] |
| 1    | 神洞川 | [ 7 ] [ 2 ] |
| 1    | 余取川 | [ 7 ] [ 2 ] |

### 標高
| 最高               | 最低 | 脚注  |
| ------------------ | ---- | ----- |
| 1162.6m 瓢ヶ岳山頂 | 31m  | [ 8 ] |

### 広袤（こうぼう）
| 節内の全座標を示した地図 - OSM |
| ------------------------------ |
| 節内の全座標を出力 - KML       |
| 表示                           |

国土地理院地理情報によると美濃市の東西南北それぞれの端は以下の位置で、東西の長さは12.5km、南北の長さは15.8kmである。

### 人口
- 1955年（昭和30年）の国勢調査で31,178人が人口のピーク（最高人口数）だった。その後は人口が右肩下がりで減少し、1960年（昭和35年）の国勢調査からは3万人を割り続けていた。また、高度経済成長期の1965年頃から平成初期の1990年の頃までは2万6000人台を維持し続けていたが、その後も減少し続け、2023年現在は1万人台である。美濃地域に人口が集中しており、岐阜県にある市の中では人口が最も少ない。養老町、垂井町よりも少ない[7][9][2]。

| |                                        |  |
| 美濃市と全国の年齢別人口分布（2005年） | 美濃市の年齢・男女別人口分布（2005年） |  |
| ■紫色 ― 美濃市 ■緑色 ― 日本全国 | ■青色 ― 男性 ■赤色 ― 女性              |  |
| 美濃市（に相当する地域）の人口の推移 \| 1970年（昭和45年） \| 26,421人 \| \| \| 1975年（昭和50年） \| 26,791人 \| \| \| 1980年（昭和55年） \| 26,825人 \| \| \| 1985年（昭和60年） \| 26,935人 \| \| \| 1990年（平成2年） \| 26,022人 \| \| \| 1995年（平成7年） \| 25,969人 \| \| \| 2000年（平成12年） \| 24,662人 \| \| \| 2005年（平成17年） \| 23,390人 \| \| \| 2010年（平成22年） \| 22,629人 \| \| \| 2015年（平成27年） \| 20,760人 \| \| \| 2020年（令和2年） \| 19,247人 \| \| |                                        |  |
| 総務省統計局 国勢調査より |                                        |  |
| 1970年（昭和45年） | 26,421人                               |  |
| 1975年（昭和50年） | 26,791人                               |  |
| 1980年（昭和55年） | 26,825人                               |  |
| 1985年（昭和60年） | 26,935人                               |  |
| 1990年（平成2年） | 26,022人                               |  |
| 1995年（平成7年） | 25,969人                               |  |
| 2000年（平成12年） | 24,662人                               |  |
| 2005年（平成17年） | 23,390人                               |  |
| 2010年（平成22年） | 22,629人                               |  |
| 2015年（平成27年） | 20,760人                               |  |
| 2020年（令和2年） | 19,247人                               |  |

### 面積
| 地区 | 地域   | 面積  | 脚注        |
| ---- | ------ | ----- | ----------- |
| 中部 | 美濃   | 15.13 | [ 7 ] [ 2 ] |
| 南部 | 大矢田 | 11.39 | [ 7 ] [ 2 ] |
| 南部 | 藍見   | 6.11  | [ 7 ] [ 2 ] |
| 南部 | 中有知 | 6.17  | [ 7 ] [ 2 ] |
| 北部 | 洲原   | 23.74 | [ 7 ] [ 2 ] |
| 北部 | 下牧   | 34.71 | [ 7 ] [ 2 ] |
| 北部 | 上牧   | 19.80 | [ 7 ] [ 2 ] |

### 地名・町名
美濃市の地名を参照

### 隣接する自治体
- 関市、郡上市

### 気候
岐阜県内では多治見市と共に、夏の猛暑で知られる。
- 2007年8月16日には最高気温40.0°Cを観測した。
- 2018年には7月18日（40.6°C）、8月3日（40.3°C）、8月6日（40.3°C）、8月8日（41.0°C）の計4回、40°C以上の最高気温を観測した。このうち8月8日に観測した41.0°Cは、栃木県佐野市（2024年7月29日）、岐阜県下呂市金山（2018年8月6日）、高知県四万十市江川崎（2013年8月12日）と並んで国内観測史上3番目に高い記録であり、下呂市金山と並んで岐阜県内の観測史上最高気温でもある。

| 美濃市（美濃地域気象観測所）の気候                      | 美濃市（美濃地域気象観測所）の気候 | 美濃市（美濃地域気象観測所）の気候 | 美濃市（美濃地域気象観測所）の気候 | 美濃市（美濃地域気象観測所）の気候 | 美濃市（美濃地域気象観測所）の気候 | 美濃市（美濃地域気象観測所）の気候 | 美濃市（美濃地域気象観測所）の気候 | 美濃市（美濃地域気象観測所）の気候 | 美濃市（美濃地域気象観測所）の気候 | 美濃市（美濃地域気象観測所）の気候 | 美濃市（美濃地域気象観測所）の気候 | 美濃市（美濃地域気象観測所）の気候 | 美濃市（美濃地域気象観測所）の気候 |
| 月                                                      | 1月                                | 2月                                | 3月                                | 4月                                | 5月                                | 6月                                | 7月                                | 8月                                | 9月                                | 10月                               | 11月                               | 12月                               | 年                                 |
| ------------------------------------------------------- | ---------------------------------- | ---------------------------------- | ---------------------------------- | ---------------------------------- | ---------------------------------- | ---------------------------------- | ---------------------------------- | ---------------------------------- | ---------------------------------- | ---------------------------------- | ---------------------------------- | ---------------------------------- | ---------------------------------- |
| 最高気温記録 °C （°F）                                  | 16.8 (62.2)                        | 21.7 (71.1)                        | 25.3 (77.5)                        | 30.1 (86.2)                        | 34.4 (93.9)                        | 39.1 (102.4)                       | 40.6 (105.1)                       | 41.0 (105.8)                       | 38.2 (100.8)                       | 33.1 (91.6)                        | 26.5 (79.7)                        | 21.5 (70.7)                        | 41.0 (105.8)                       |
| 平均最高気温 °C （°F）                                  | 8.5 (47.3)                         | 9.8 (49.6)                         | 14.0 (57.2)                        | 19.9 (67.8)                        | 24.8 (76.6)                        | 27.7 (81.9)                        | 31.3 (88.3)                        | 33.2 (91.8)                        | 28.9 (84)                          | 23.2 (73.8)                        | 16.9 (62.4)                        | 10.9 (51.6)                        | 20.8 (69.4)                        |
| 日平均気温 °C （°F）                                    | 3.2 (37.8)                         | 4.0 (39.2)                         | 7.7 (45.9)                         | 13.3 (55.9)                        | 18.3 (64.9)                        | 22.0 (71.6)                        | 25.7 (78.3)                        | 26.9 (80.4)                        | 23.1 (73.6)                        | 17.2 (63)                          | 11.1 (52)                          | 5.6 (42.1)                         | 14.8 (58.6)                        |
| 平均最低気温 °C （°F）                                  | −0.8 (30.6)                        | −0.7 (30.7)                        | 2.3 (36.1)                         | 7.5 (45.5)                         | 12.8 (55)                          | 17.6 (63.7)                        | 21.8 (71.2)                        | 22.8 (73)                          | 19.1 (66.4)                        | 12.9 (55.2)                        | 6.7 (44.1)                         | 1.5 (34.7)                         | 10.3 (50.5)                        |
| 最低気温記録 °C （°F）                                  | −7.4 (18.7)                        | −7.9 (17.8)                        | −4.6 (23.7)                        | −1.9 (28.6)                        | 2.7 (36.9)                         | 9.2 (48.6)                         | 14.6 (58.3)                        | 15.2 (59.4)                        | 8.7 (47.7)                         | 2.4 (36.3)                         | −1.6 (29.1)                        | −7.7 (18.1)                        | −7.9 (17.8)                        |
| 降水量 mm （inch）                                      | 78.7 (3.098)                       | 83.0 (3.268)                       | 150.8 (5.937)                      | 187.8 (7.394)                      | 212.2 (8.354)                      | 260.6 (10.26)                      | 348.7 (13.728)                     | 267.3 (10.524)                     | 284.8 (11.213)                     | 170.4 (6.709)                      | 105.2 (4.142)                      | 89.8 (3.535)                       | 2,207.8 (86.921)                   |
| 平均降水日数 （≥1.0 mm）                                | 9.5                                | 8.8                                | 9.9                                | 10.3                               | 10.8                               | 13.3                               | 14.5                               | 11.5                               | 12.6                               | 9.6                                | 8.4                                | 10.1                               | 129.0                              |
| 平均月間日照時間                                        | 159.3                              | 170.9                              | 196.9                              | 205.9                              | 207.6                              | 158.8                              | 164.8                              | 203.5                              | 165.3                              | 172.7                              | 159.1                              | 151.3                              | 2,115.4                            |
| 出典：気象庁 (平均値：1991年-2020年、極値：1978年-現在) |                                    |                                    |                                    |                                    |                                    |                                    |                                    |                                    |                                    |                                    |                                    |                                    |                                    |

## 歴史

### 市制施行前

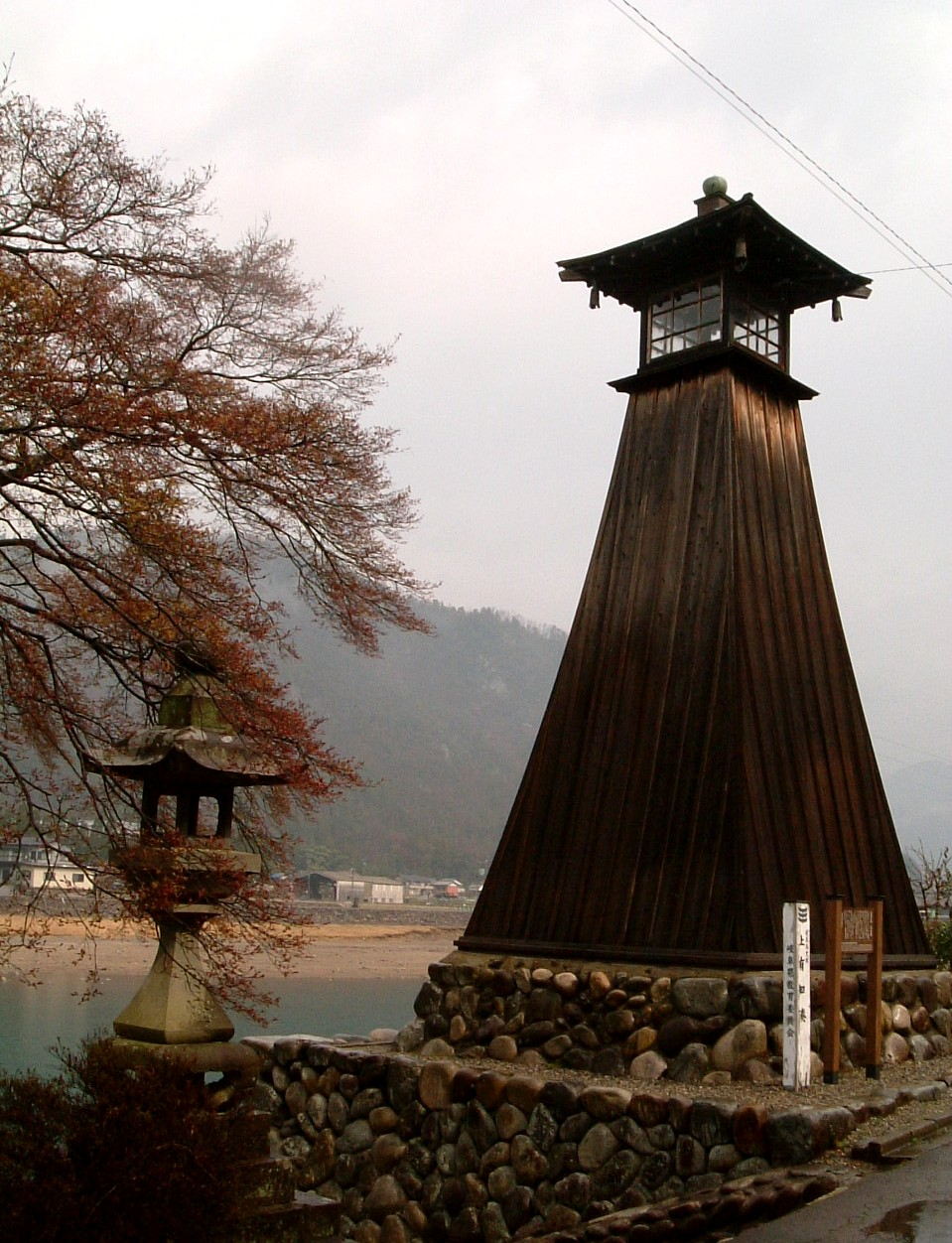
上有知湊跡川湊灯台

- 1600年（慶長5年）：関ヶ原の戦いの功により徳川家康からこの地を拝領した飛騨高山藩主金森長近は、上有知藩を立藩し、長良川畔に小倉山城を築城。1606年（慶長11年）頃に現在の町割りが完成した。また、長近は長良川に上有知湊（こうずちみなと）を開き、経済の発展を目指した。上有知藩第2代藩主の金森長光の夭折により1611年（慶長16年）に上有知藩は廃藩となり、その後の1615年（元和元年）に尾張藩領となるも、上有知湊は船運による物資集散の拠点として和紙を中心とした経済活動が進み、商業都市として繁栄していく。
- 1889年（明治22年）7月1日 - 町村制により上有知村が町制施行し、「上有知町」となる。
- 1911年（明治44年）4月1日 - 美濃和紙にちなんで「上有知町」から「美濃町」と改名。

### 市制施行後
- 1954年（昭和29年）4月1日 - 武儀郡美濃町、洲原村、下牧村、上牧村、大矢田村、藍見村、中有知村の1町6村が合併して美濃市が成立[12][8][2]。
- 1957年（昭和32年）4月8日 - 昭和天皇、香淳皇后が市内に行幸啓。岐阜県製紙工業試験場を視察[13]。
- 1973年（昭和48年）4月1日 - 公募により市の木・市の花を制定する[8]。
- 1976年（昭和51年）5月4日 - 市民憲章を制定する[8]。
- 1984年（昭和59年）5月8日 - 健康都市を宣言する。
- 1992年（平成4年）4月1日 - 防災行政無線運用開始。
- 1994年（平成6年）10月8日 - 第1回美濃和紙あかりアート展が開催される[2]。
- 1995年（平成7年）8月16日 - 非核平和都市を宣言する。
- 2004年（平成16年）10月21日 - 平成16年台風第23号が発生し、当市では長良川鉄道が不通になった。
- 2012年（平成24年）3月5日 - 歴史的風致維持向上計画が認定される[14]。
- 2012年（平成24年）9月29日 - 同年10月9日までぎふ清流国体が開催され、当市では10月7日に自転車競技のロードレースが開催される。
- 2014年（平成26年）1月26日 - 19年ぶりに美濃市長選が行われる。

### 変遷表
| 明治元年        | 明治6年 4月1日  | 明治12年 3月18日 郡区町村 編制法施行 | 明治22年 7月1日 町村制施行 | 明治24年 9月24日                    | 明治30年 4月1日               | 明治44年 4月1日                    | 大正14年 7月18日 | 昭和29年 4月1日        | 昭和30年 7月10日                          | 現在   |
| --------------- | --------------- | ------------------------------------ | -------------------------- | ----------------------------------- | ----------------------------- | ---------------------------------- | ---------------- | ---------------------- | ----------------------------------------- | ------ |
| 武儀郡 上有知村 | 武儀郡 上有知村 | 武儀郡 上有知村                      | 武儀郡 上有知町            | 武儀郡 上有知町                     | 武儀郡 上有知町               | 明治44年 4月1日 改称 武儀郡 美濃町 | 武儀郡 美濃町    | 昭和29年 4月1日 美濃市 | 美濃市 昭和30年 7月10日 関市の一部 を編入 | 美濃市 |
| 武儀郡 安毛村   | 武儀郡 安毛村   | 武儀郡 安毛村                        | 武儀郡 安曽野村            | 武儀郡 安曽野村                     | 武儀郡 安曽野村               | 武儀郡 安曽野村                    | 武儀郡 美濃町    | 昭和29年 4月1日 美濃市 | 美濃市 昭和30年 7月10日 関市の一部 を編入 | 美濃市 |
| 武儀郡 曽代村   | 武儀郡 曽代村   | 武儀郡 曽代村                        | 武儀郡 安曽野村            | 武儀郡 安曽野村                     | 武儀郡 安曽野村               | 武儀郡 安曽野村                    | 武儀郡 美濃町    | 昭和29年 4月1日 美濃市 | 美濃市 昭和30年 7月10日 関市の一部 を編入 | 美濃市 |
| 武儀郡 前野村   | 武儀郡 前野村   | 武儀郡 前野村                        | 武儀郡 安曽野村            | 武儀郡 安曽野村                     | 武儀郡 安曽野村               | 武儀郡 安曽野村                    | 武儀郡 美濃町    | 昭和29年 4月1日 美濃市 | 美濃市 昭和30年 7月10日 関市の一部 を編入 | 美濃市 |
| 武儀郡 須原村   | 武儀郡 須原村   | 武儀郡 須原村                        | 武儀郡 洲原谷村            | 明治24年 9月24日 改称 武儀郡 洲原村 | 武儀郡 洲原村                 | 武儀郡 洲原村                      | 武儀郡 洲原村    | 昭和29年 4月1日 美濃市 | 美濃市 昭和30年 7月10日 関市の一部 を編入 | 美濃市 |
| 武儀郡 立花村   | 武儀郡 立花村   | 武儀郡 立花村                        | 武儀郡 洲原谷村            | 明治24年 9月24日 改称 武儀郡 洲原村 | 武儀郡 洲原村                 | 武儀郡 洲原村                      | 武儀郡 洲原村    | 昭和29年 4月1日 美濃市 | 美濃市 昭和30年 7月10日 関市の一部 を編入 | 美濃市 |
| 武儀郡 上河和村 | 武儀郡 上河和村 | 武儀郡 上河和村                      | 武儀郡 洲原谷村            | 明治24年 9月24日 改称 武儀郡 洲原村 | 武儀郡 洲原村                 | 武儀郡 洲原村                      | 武儀郡 洲原村    | 昭和29年 4月1日 美濃市 | 美濃市 昭和30年 7月10日 関市の一部 を編入 | 美濃市 |
| 武儀郡 下河和村 | 武儀郡 下河和村 | 武儀郡 下河和村                      | 武儀郡 洲原谷村            | 明治24年 9月24日 改称 武儀郡 洲原村 | 武儀郡 洲原村                 | 武儀郡 洲原村                      | 武儀郡 洲原村    | 昭和29年 4月1日 美濃市 | 美濃市 昭和30年 7月10日 関市の一部 を編入 | 美濃市 |
| 武儀郡 保木脇村 | 武儀郡 保木脇村 | 武儀郡 保木脇村                      | 武儀郡 洲原谷村            | 明治24年 9月24日 改称 武儀郡 洲原村 | 武儀郡 洲原村                 | 武儀郡 洲原村                      | 武儀郡 洲原村    | 昭和29年 4月1日 美濃市 | 美濃市 昭和30年 7月10日 関市の一部 を編入 | 美濃市 |
| 武儀郡 長瀬村   | 武儀郡 長瀬村   | 武儀郡 長瀬村                        | 武儀郡 長瀬村              | 武儀郡 長瀬村                       | 明治30年 4月1日 武儀郡 下牧村 | 武儀郡 下牧村                      | 武儀郡 下牧村    | 昭和29年 4月1日 美濃市 | 美濃市 昭和30年 7月10日 関市の一部 を編入 | 美濃市 |
| 武儀郡 片知村   | 武儀郡 片知村   | 武儀郡 片知村                        | 武儀郡 片知村              | 武儀郡 片知村                       | 明治30年 4月1日 武儀郡 下牧村 | 武儀郡 下牧村                      | 武儀郡 下牧村    | 昭和29年 4月1日 美濃市 | 美濃市 昭和30年 7月10日 関市の一部 を編入 | 美濃市 |
| 武儀郡 蕨生村   | 武儀郡 蕨生村   | 武儀郡 蕨生村                        | 武儀郡 蕨生村              | 武儀郡 蕨生村                       | 明治30年 4月1日 武儀郡 下牧村 | 武儀郡 下牧村                      | 武儀郡 下牧村    | 昭和29年 4月1日 美濃市 | 美濃市 昭和30年 7月10日 関市の一部 を編入 | 美濃市 |
| 武儀郡 神洞村   | 武儀郡 神洞村   | 武儀郡 神洞村                        | 武儀郡 神洞村              | 武儀郡 神洞村                       | 明治30年 4月1日 武儀郡 下牧村 | 武儀郡 下牧村                      | 武儀郡 下牧村    | 昭和29年 4月1日 美濃市 | 美濃市 昭和30年 7月10日 関市の一部 を編入 | 美濃市 |
| 武儀郡 上野村   | 武儀郡 上野村   | 武儀郡 上野村                        | 武儀郡 上牧村              | 武儀郡 上牧村                       | 武儀郡 上牧村                 | 武儀郡 上牧村                      | 武儀郡 上牧村    | 昭和29年 4月1日 美濃市 | 美濃市 昭和30年 7月10日 関市の一部 を編入 | 美濃市 |
| 武儀郡 乙狩村   | 武儀郡 乙狩村   | 武儀郡 乙狩村                        | 武儀郡 上牧村              | 武儀郡 上牧村                       | 武儀郡 上牧村                 | 武儀郡 上牧村                      | 武儀郡 上牧村    | 昭和29年 4月1日 美濃市 | 美濃市 昭和30年 7月10日 関市の一部 を編入 | 美濃市 |
| 武儀郡 御手洗村 | 武儀郡 御手洗村 | 武儀郡 御手洗村                      | 武儀郡 上牧村              | 武儀郡 上牧村                       | 武儀郡 上牧村                 | 武儀郡 上牧村                      | 武儀郡 上牧村    | 昭和29年 4月1日 美濃市 | 美濃市 昭和30年 7月10日 関市の一部 を編入 | 美濃市 |
| 武儀郡 小倉村   | 武儀郡 小倉村   | 武儀郡 小倉村                        | 武儀郡 上牧村              | 武儀郡 上牧村                       | 武儀郡 上牧村                 | 武儀郡 上牧村                      | 武儀郡 上牧村    | 昭和29年 4月1日 美濃市 | 美濃市 昭和30年 7月10日 関市の一部 を編入 | 美濃市 |
| 武儀郡 大矢田村 | 武儀郡 大矢田村 | 武儀郡 大矢田村                      | 武儀郡 大矢田村            | 武儀郡 大矢田村                     | 武儀郡 大矢田村               | 武儀郡 大矢田村                    | 武儀郡 大矢田村  | 昭和29年 4月1日 美濃市 | 美濃市 昭和30年 7月10日 関市の一部 を編入 | 美濃市 |
| 武儀郡 笠神村   | 武儀郡 笠神村   | 武儀郡 笠神村                        | 武儀郡 藍見村              | 武儀郡 藍見村                       | 武儀郡 藍見村                 | 武儀郡 藍見村                      | 武儀郡 藍見村    | 昭和29年 4月1日 美濃市 | 美濃市 昭和30年 7月10日 関市の一部 を編入 | 美濃市 |
| 武儀郡 横越村   | 武儀郡 横越村   | 武儀郡 横越村                        | 武儀郡 藍見村              | 武儀郡 藍見村                       | 武儀郡 藍見村                 | 武儀郡 藍見村                      | 武儀郡 藍見村    | 昭和29年 4月1日 美濃市 | 美濃市 昭和30年 7月10日 関市の一部 を編入 | 美濃市 |
| 武儀郡 極楽寺村 | 武儀郡 極楽寺村 | 武儀郡 極楽寺村                      | 武儀郡 藍見村              | 武儀郡 藍見村                       | 武儀郡 藍見村                 | 武儀郡 藍見村                      | 武儀郡 藍見村    | 昭和29年 4月1日 美濃市 | 美濃市 昭和30年 7月10日 関市の一部 を編入 | 美濃市 |
| 武儀郡 松森村   | 武儀郡 松森村   | 武儀郡 松森村                        | 武儀郡 中有知村            | 武儀郡 中有知村                     | 武儀郡 中有知村               | 武儀郡 中有知村                    | 武儀郡 中有知村  | 昭和29年 4月1日 美濃市 | 美濃市 昭和30年 7月10日 関市の一部 を編入 | 美濃市 |
| 武儀郡 生櫛村   | 武儀郡 生櫛村   | 武儀郡 生櫛村                        | 武儀郡 中有知村            | 武儀郡 中有知村                     | 武儀郡 中有知村               | 武儀郡 中有知村                    | 武儀郡 中有知村  | 昭和29年 4月1日 美濃市 | 美濃市 昭和30年 7月10日 関市の一部 を編入 | 美濃市 |
| 武儀郡 志摩村   | 武儀郡 志摩村   | 武儀郡 志摩村                        | 武儀郡 中有知村            | 武儀郡 中有知村                     | 武儀郡 中有知村               | 武儀郡 中有知村                    | 武儀郡 中有知村  | 昭和29年 4月1日 美濃市 | 美濃市 昭和30年 7月10日 関市の一部 を編入 | 美濃市 |

### 歴代市長
| 代    | 氏名       | 就任年月日    | 退任年月日     |
| ----- | ---------- | ------------- | -------------- |
| 初    | 石原泰一   | 1954年4月25日 | 1958年4月5日   |
| 2     | 松久才治郎 | 1958年4月6日  | 1962年4月5日   |
| 3-6   | 加納精吾   | 1962年4月6日  | 1976年6月10日  |
| 7-9   | 沢村章     | 1976年7月11日 | 1987年6月23日  |
| 10-11 | 西部晃彦   | 1987年7月26日 | 1995年7月25日  |
| 12-16 | 石川道政   | 1995年7月26日 | 2013年12月31日 |
| 17-19 | 武藤鉄弘   | 2014年1月26日 |                |

## 行政

### 市長
- 武藤鉄弘（3期目）
- 任期：2026年1月25日まで

## 議会

### 市議会
- 定数：13人
- 任期：2027年4月29日まで
- 議長：山口育男
- 副議長：須田盛也

| 会派名                   | 議席数 | 議員名（◎は代表者）                      |
| ------------------------ | ------ | ---------------------------------------- |
| 新しい風                 | 4      | ◎豊澤正信、古田優、古田伸享、渡辺暁典    |
| 美濃市議会市政クラブ     | 2      | ◎山口育男、太田照彦                      |
| しんし                   | 1      | ◎辻文男                                  |
| 公明党美濃市議員         | 1      | ◎井川竜徳                                |
| 日本共産党美濃市議会議員 | 1      | ◎後藤研也                                |
| 無会派                   | 4      | 古田秀文、須田盛也、池村周二、鈴木美智子 |
| 計                       | 13     |                                          |

### 衆議院
- 選挙区：岐阜3区 （関市、美濃市、羽島市、各務原市、山県市、瑞穂市、本巣市、羽島郡、本巣郡）
- 任期：2024年10月27日 - 2028年10月26日
- 投票日：2024年10月27日
- 当日有権者数：406,711人
- 投票率：53.17％

| 当落 | 候補者名 | 年齢 | 所属党派     | 新旧別 | 得票数   | 重複 |
| ---- | -------- | ---- | ------------ | ------ | -------- | ---- |
| 当   | 武藤容治 | 69   | 自由民主党   | 前     | 98,370票 | ○    |
| 比当 | 仙田晃宏 | 42   | 国民民主党   | 新     | 64,039票 | ○    |
| 比当 | 阪口直人 | 61   | れいわ新選組 | 元     | 48,002票 | ○    |

## 地域
- 美濃を中部地区、大矢田・藍見・中有知を南部地区、洲原・下牧・上牧を北部地区の3地区7地域に分ける[7]。
- 日本の音風景100選：卯建の町の水琴窟[16]
- 重要伝統的建造物群保存地区：美濃市美濃町伝統的建造物群保存地区（1999年5月13日選定）[17]
- 市外局番は0575（関MA）。
- 車検証の住所（使用者）が本市にある自動車に交付されるナンバープレートは岐阜ナンバーで、美濃市のほか、岐阜県美濃地方全域で使われている。

### 役所・地域ふれあいセンター（旧出張所）
| 施設名                     | 備考             |
| -------------------------- | ---------------- |
| 美濃市役所                 |                  |
| 市役所分庁舎               | 教育委員会事務局 |
| 洲原地域ふれあいセンター   |                  |
| 下牧地域ふれあいセンター   |                  |
| 上牧地域ふれあいセンター   |                  |
| 大矢田地域ふれあいセンター |                  |
| 藍見地域ふれあいセンター   |                  |
| 中有知地域ふれあいセンター |                  |

### 警察
- 関警察署（本署は関市）
  - 美濃交番
  - 洲原警察官駐在所
  - 下牧警察官駐在所
  - 上牧警察官駐在所
  - 大矢田警察官駐在所

### 消防署
- 美濃消防署

### 図書館
- 美濃市図書館

### 県の機関
- 岐阜県立陽光園
- 中濃総合庁舎
- 岐阜県森林研究所
- 岐阜県動物愛護センター

### 市の機関
- 美濃市体育館
- 美濃市文化会館
- 美濃市健康文化交流センター
- 防災・中央コミュニティセンター

### 主な病院
- 美濃市立美濃病院

### 郵便局
| 施設名           | 備考 |
| ---------------- | ---- |
| 美濃郵便局       |      |
| 美濃長瀬郵便局   |      |
| 中有知簡易郵便局 |      |
| 洲原郵便局       |      |
| 下牧郵便局       |      |
| 上牧郵便局       |      |
| 大矢田簡易郵便局 |      |
| 藍見郵便局       |      |

### 主な商業施設
- ザ・ビッグ 美濃店
- スーパーセンターオークワ 美濃インター店
- カネスエ 美濃店
- コメリホームセンター 美濃店（岐阜県内初のコメリホームセンター。県内既存店は全て小規模店のハード&グリーン店舗だった。）
- ゲンキー 曽代店
- クスリのアオキ 大矢田店

### その他
- 美濃市斎場やすらぎの丘：火葬場を有する。

## 経済

### 産業
- 和紙 - 美濃和紙[2]
- 工業団地 - 美濃テクノパーク

### 本社を置く企業
- 三菱日立ホームエレベーター
- オンセンド
- YAMA模型

#### 過去に本社を置いた企業
- アテナ工業 - 現在は関市にある。

### 市内に拠点を置く主な企業
- 日本トムソン
- アサヒフォージ
- フジキカイ美濃工場

### 名産品
- 仙寿菜

## 姉妹都市・提携都市

### 国内
- 士幌町（北海道十勝支庁河東郡）
  - 1994年（平成6年）5月1日：姉妹都市提携

### 海外
- 原州市（大韓民国）
  - 2010年（平成22年）10月8日：友好交流協定
- 美濃区（台湾高雄市）
  - 2012年（平成24年）11月29日：友好交流協定

## 教育

### 小学校
- 美濃市立美濃小学校
- 美濃市立中有知小学校
- 美濃市立藍見小学校
- 美濃市立大矢田小学校
- 美濃市立牧谷小学校

### 中学校
- 美濃市立昭和中学校
- 美濃市立美濃中学校

### 高等学校
- 岐阜県立武義高等学校

### その他
- 岐阜県立森林文化アカデミー

### 閉校した学校
- 少子化により、市の学校再編計画で閉校している。[2]
  - 美濃市立洲原小学校 - 2003年3月閉校[2]
  - 美濃市立立花小学校 - 2003年3月閉校[2]
  - 美濃市立長瀬小学校 - 2003年3月閉校[2]
  - 美濃市立蕨生小学校 - 2003年3月閉校[2]
  - 美濃市立神洞小学校 - 2003年3月閉校[2]
  - 美濃市立洲原小学校 - 2005年3月閉校[2]
  - 美濃市立立花小学校 - 2005年3月閉校[2]
  - 美濃市立下牧小学校 - 2009年3月閉校[2]
  - 美濃市立上牧小学校 - 2009年3月閉校[2]
  - 美濃市立美濃北中学校 - 2012年3月閉校[18][2]

## 交通

### 鉄道
市の中心となる駅：美濃市駅
長良川鉄道
- 越美南線

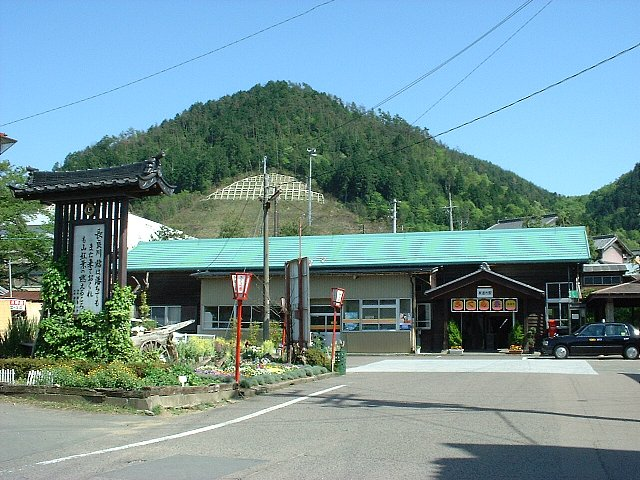
美濃市駅

  - 松森駅 - 美濃市駅 - 梅山駅 - 湯の洞温泉口駅 - 洲原駅

#### かつて存在した鉄道路線
名古屋鉄道
- 美濃町線（1999年4月1日廃止）
  - 松森駅 - 美濃駅

### 路線バス
- 岐阜バス
- 名古屋～郡上八幡、高山市、白川郷の都市間高速バスの他、東京新宿バスタへの夜行高速バスもある。
- わっちも乗ろCar（2013年廃止）
- 郡上市自主運行バス美並美濃線

### デマンド型交通
- のり愛くん

### 道路
- 高速道路
  - 東海北陸自動車道：  美濃関JCT - 美濃IC - 古城山PA（上り線）
- 高規格道路
  - 東海環状自動車道（国道475号）： 美濃関JCT
- 一般国道
  - 国道156号
- 主要地方道
  - 岐阜県道59号北野乙狩線
  - 岐阜県道80号美濃川辺線
  - 岐阜県道81号美濃洞戸線
  - 岐阜県道94号岐阜美濃線
- 一般県道
  - 岐阜県道281号関美濃線
  - 岐阜県道286号神野美濃線
  - 岐阜県道288号下河和美濃洲原停車場線
  - 岐阜県道290号上野関線
  - 岐阜県道291号御手洗立花線
  - 岐阜県道296号美濃市停車場線
  - 岐阜県道324号白山美濃線
  - 岐阜県道343号富加美濃線
- 道の駅
  - 美濃にわか茶屋

## 名所・旧跡・観光スポット・集客施設
美濃市中心部の地名は城下の町人街だった時代の面影を色濃く残している。小倉山の麓は殿町、その近くの格子状街路のエリアは加治屋町、米屋町に魚屋町。その外側は西市場町に東市場町。町はずれに千畝町。長良川に寄り添う所は港町である。

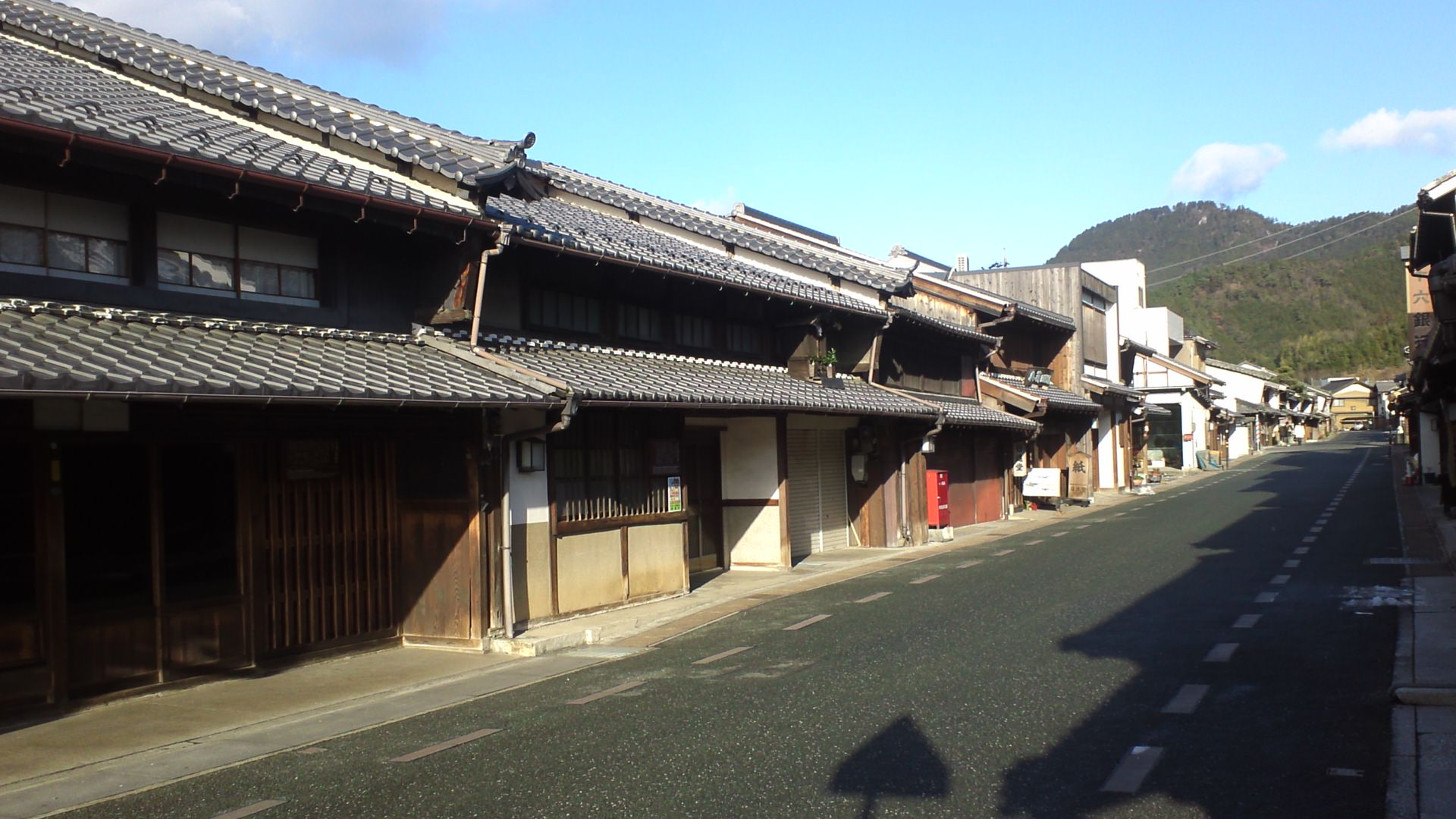
美濃町 うだつの上がる町並み

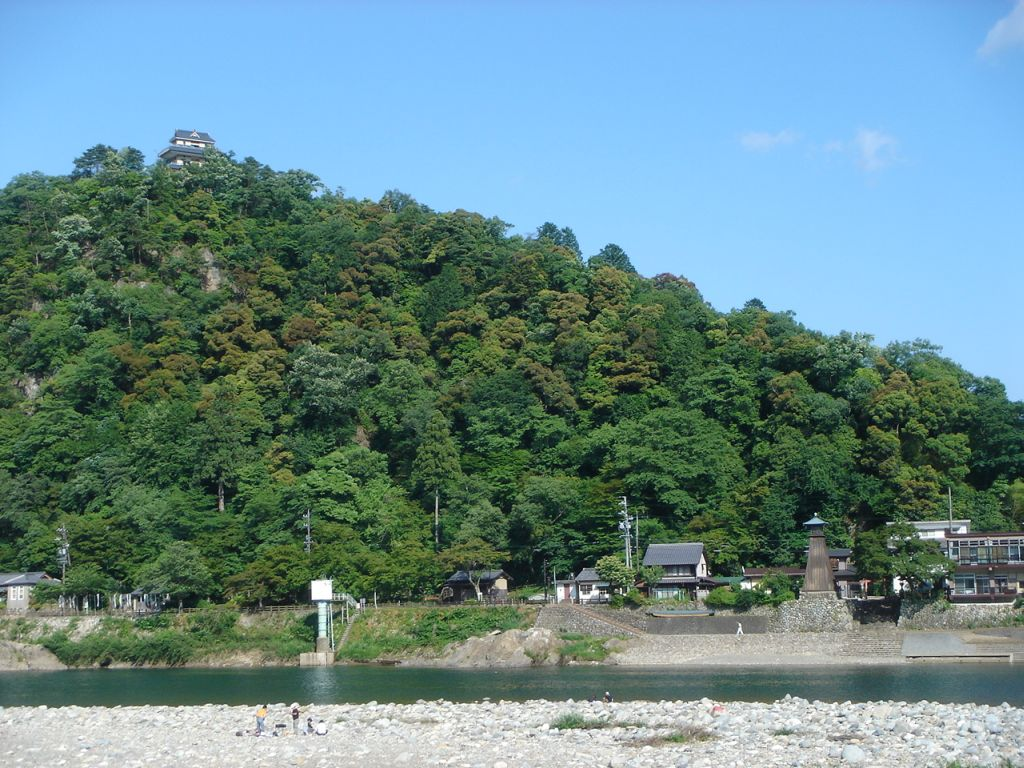
小倉山と長良川

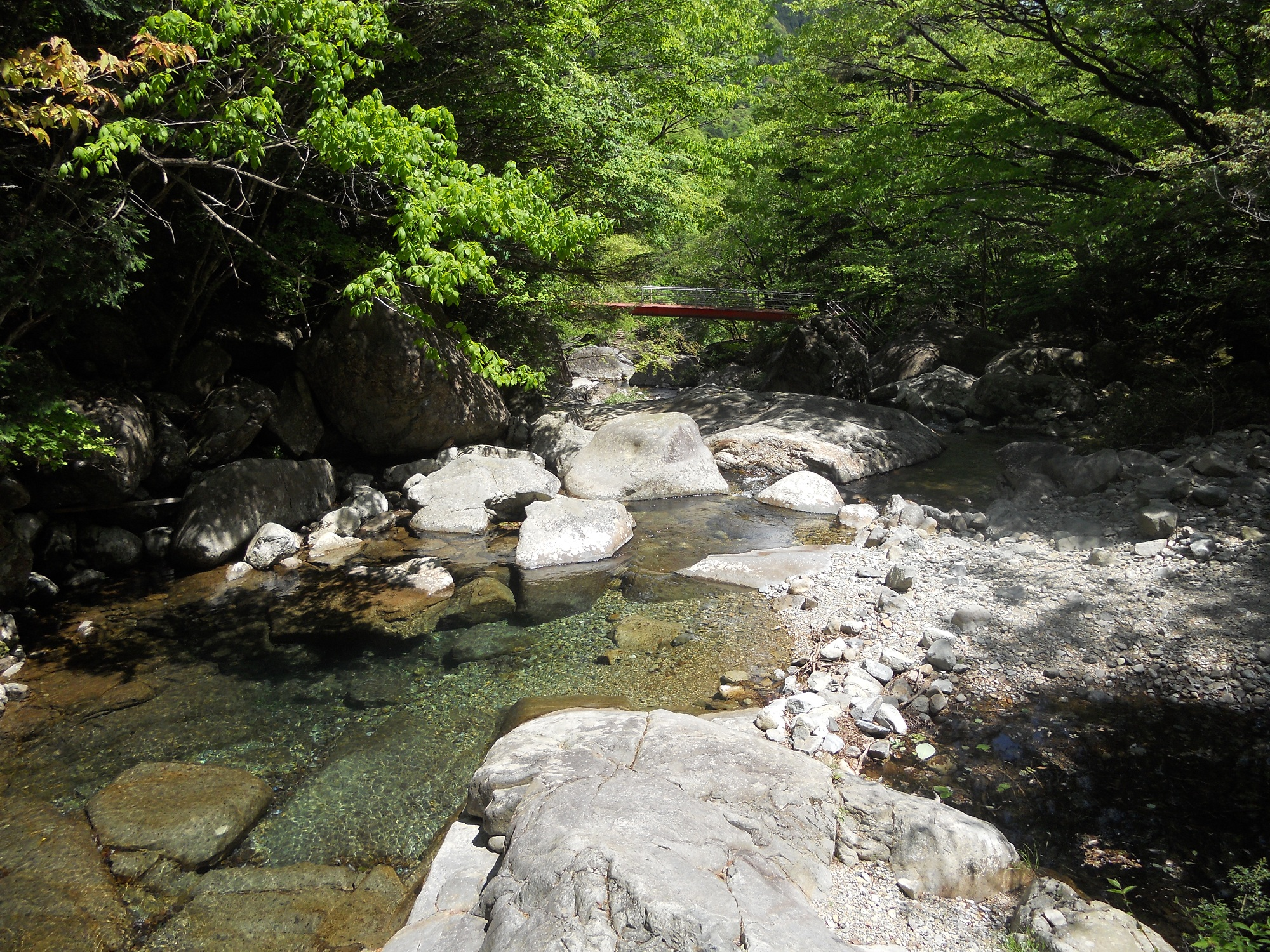
片知渓谷

- 美濃市美濃町伝統的建造物群保存地区（うだつの上がる町並み[19]、重要伝統的建造物群保存地区）
  - 小坂家住宅（国指定重要文化財）[20]
  - 美濃和紙あかりアート館（国の登録有形文化財）
  - 美濃和紙あかりアート展（体育の日の前の土日）
  - 旧今井家住宅・美濃史料館（美濃市指定文化財）
- 小倉公園（小倉山城跡、飛騨・美濃さくら三十三選）
- 上有知湊
- 美濃橋（国の重要文化財）
- 長良川発電所（本館、水路橋等は登録有形文化財）
- 美濃和紙の里会館
- 美濃手すき和紙の家旧古田行三邸
- 美濃和紙用具ミュージアム　ふくべ
- 片知渓谷
- ドローンミュージアム&パークみの（ドローン専門の博物館）

### 寺社
- 八幡神社
- 大矢田神社（本殿・拝殿は国の重要文化財）
  - 大矢田もみじ谷（国の天然記念物、飛騨・美濃紅葉三十三選）
  - 大矢田ひんここまつり（岐阜県の無形民俗文化財、4月、11月23日）
- 洲原神社
- 瀧神社
- 金峰神社
- 上神神社
- 長瀬神社
- 真木倉神社
- 佐羅早松神社
- 八幡神社（片知）
- 白山神社（神洞）
- 白山神社（蕨生）
- 板山神社
- 住吉神社（生櫛）
- 籠神社
- 鹿苑寺地蔵堂（六角堂）
- 道樹寺
- 教泉寺　杉原千畝の戸籍の出生場所として記載のある仏教寺。千畝は仏教寺の刈間の税務官吏の上に生まれたと書き記している。

### 祭事・イベント
| 名称                               | 開催日               | 備考                   |
| ---------------------------------- | -------------------- | ---------------------- |
| 美濃まつり                         | 4月第2土曜日・日曜日 |                        |
| ひんここまつり                     | 4月・11月23日        | 岐阜県の無形民俗文化財 |
| ツアー・オブ・ジャパン美濃ステージ | 5月                  |                        |
| 美濃市民花火大会                   | 8月上旬              |                        |
| 美濃市産業祭                       | 11月第2土日          |                        |

## 著名な出身者
- 武藤英司（俳優）
- 野口五郎（歌手）
- 山田真（医者）
- 杉原千畝（外交官）
- 宮脇修（名古屋女子大学名誉教授）
- 入船亭扇治（落語家）
- 荻晃太（ヴィッセル神戸）
- 神田京子（講談師）
- 木ノ下ゆり（歌手、レイヤー）
- 永井清史（競輪選手）
- 石川道政（政治家・元美濃市長）[21]
- 海部幸世　総理大臣海部俊樹の妻

### 名誉市民
- 松久永助（三代目松久永助） - 元美濃町長、元美濃町議会議員、元美濃紙同業組合長、元美濃紙工業組合理事
- 加納精吾 - 元洲原村長、元美濃市長
- 石川道政 - 元美濃市長

## ゆるキャラ
- うだつくん（うだつをモチーフにしたゆるキャラ）
- 美濃せんじゅ丸（仙寿菜をモチーフにしたゆるキャラ）